# Abu Faris Abd al-Aziz II
Abu Faris Abd al-Aziz II (Arabisch: أبو فارس عبد العزيز Abū Fāris ʿAbd al-ʿAzīz) was kalief van de Hafsiden in Ifriqiya van 1394 tot zijn dood in 1434.

## Leven
Als opvolger van zijn vader Abu l-Abbas Ahmad II (1370-1394) moest Abd al-Aziz II zich aanvankelijk verdedigen tegen opstanden van zijn verwanten in Bone, Sfax, Bougie en Constantine en tegen lokale dynastieën in Tripoli, Gafsa en Biskra. Ook de Bedoeïenen moesten opnieuw onderworpen worden voordat het rijk gepacificeerd kon worden. Vervolgens blies hij de economie van het rijk nieuw leven in door belastinghervormingen en maatregelen ten gunste van ambachtslieden. Ook het sluiten van handelsverdragen met Sicilië, de Italiaanse maritieme republieken en Aragon droeg daartoe bij. Nochtans woog de toegenomen kaapvaart van de Hafsiden op de zeehandel. Na het plunderen van de kust van Aragon kwam het tot grote spanningen en christelijke tegenaanvallen. Een kruistocht tegen het Hafsidenrijk in Ifriqiya werd echter verhinderd.
De pacificatie van het rijk maakte een actief buitenlands beleid mogelijk, dat zich vooral richtte tegen de Abdalwadiden in Algerije. Nadat Algiers al in 1410 was veroverd, moesten de Abdalwadiden in 1411 de suprematie van de Hafsiden erkennen. De invloed van de Hafsiden breidde zich ook uit naar Marokko en naar het Nasridenkoninkrijk Granada in Andalusië. Tegen het einde van de regering van Abd al-Aziz II ontstonden er echter opnieuw conflicten met Aragon. De Aragonezen plunderden in 1424 de Kerkenna-eilanden, maar werden door Abd al-Aziz II verslagen toen ze op Djerba landden.
Ondanks de conflicten met de christelijke zeemachten zorgde de bloeiende economie ervoor dat Abd al-Aziz II uitgebreide bouwwerkzaamheden kon uitvoeren. Onder andere werd de watervoorziening van Tunis aanzienlijk uitgebreid en werd het Bardopaleis gebouwd (1420). Ook kunst, literatuur en wetenschap werden bevorderd. Abd al-Aziz II stierf in 1434 nabij Tlemcen tijdens een veldtocht tegen de Abdalwadiden. Hij werd opgevolgd door zijn kleinzonen Mohammed III (1434-1435) en Uthman (1435-1488).